# Mika Yamamoto
Mika Yamamoto (en japonès: 山本美香, Yamamoto Mika) (Tsuru, Prefectura de Yamanashi, Japó, 26 de maig de 1967 - Alep, Síria, 20 d'agost de 2012) fou una premiada fotoperiodista japonesa que també realitzava vídeos i treballava per a l'agència de notícies Japan Press. Yamamoto morí mentre cobria l'actual revolució siriana a Alep. És la primera periodista japonesa i quarta estrangera que morí en la revolució de Síria, iniciada el març de 2011. És també la quinzena periodista assassinada a Síria el 2012.

## Carrera
Yamamoto té dues germanes i el seu pare, Koji Yamamoto, és un reporter retirat de l'Asahi Shimbun. Es graduà a la Universitat de Tsuru.
Yamamoto va començar la seva carrera el 1990 com a directora d'una emissora de televisió per cable, Asahi Newstar i va produir documentals i programes informatius. El 1995 es va unir a Japan Press, grup independent de mitjans de comunicació, amb seu a Tòquio. Japan Press cobria notícies i produïa documentals per a la difusió de televisió i revistes centrades en l'Orient Mitjà i en l'Àsia sud-occidental. Va exercir com a corresponsal de Japan Press en àrees crítiques com ara Kosovo, Bòsnia, Txetxènia, Indonèsia, Afganistan el 2001, Iraq el 2003 i Uganda. Va informar sobre la repressió de les dones afganeses a Kabul i es va entrevistar amb talibans a Afganistan. Va treballar com a corresponsal especial de Nippon TV a Iraq. Va sobreviure als bombardejos aeris contra l'Hotel Palestina a Bagdad el 8 d'abril de 2003, on dos periodistes de Reuters i un locutor espanyol van ser assassinats. Yamamoto també va treballar com a reportera d'un noticiari de Nippon TV els anys 2003 i 2004. Sempre feia servir càmeres portàtils de vídeo i feia la seva pròpia edició durant les activitats dels seus informes.
També va treballar com a professora a temps parcial a l'escola de periodisme de la Universitat de Waseda. Li preocupaven els efectes de la guerra sobre els ciutadans comuns i el paper del periodisme durant els temps de guerra. Al novembre de 2011, va començar a servir com a consultora independent per a la Unitat de Revitalització del Govern, amb la responsabilitat de reduir la despesa innecessària. El 2012, Yamamoto va anar a Síria per cobrir-ne la guerra civil.
El 2001, Yamamoto va rebre el premi Presidencial per la seva cobertura de la Guerra de l'Afganistan. El 2002, va rebre el 26è premi Nugichi. També va rebre el premi Vaughn-Uyeda Memorial Prize dels Editors de Diaris Japonesos i l'Associació d'Editors pels seus reportatges dels assumptes internacionals el 2004.

## Mort
Yamamoto i la seva parella i col·lega japonès, Kazutaka Sato, viatjaven amb els membres de l'Exèrcit Lliure de Síria quan va ocórrer l'atac a Aleppo. Va ser ferida de gravetat al barri Suleiman al Halabi, durant un enfrontament entre sirians de les forces pro-governamentals i anti-governamentals el 20 d'agost de 2012; el també periodista Sato va declarar que la mort de Yamamoto es va produir quan la tropes pro-règim van aparèixer i van començar a «disparar a tort i a dret». Va morir en un hospital proper després de rebre un tret al coll. Un combatent rebel va denunciar que va morir durant els bombardejos de les forces pro-governamentals. Masaru Sato, un portaveu del Ministeri de Relacions Exteriors a Tòquio, va confirmar la seva mort el 20 d'agost de 2012. El seu cos va ser lliurat pels membres de la Liwa Asifat al Shamal, un dels grups units a l'Exèrcit Lliure de Síria, als funcionaris consulars japoneses a Kilis, al sud de Turquia, a la 1:00 pm del 21 d'agost del 2012.
El director executiu del Comitè per a la Protecció dels Periodistes, Joel Simon, va expressar el seu pesar i va enviar el seu profund condol a la família de Yamamoto i amics. El 22 d'agost de 2012, el ministre d'Exteriors japonès, Koichiro Gemba, va dir que la mort de Yamamoto va ser molt desafortunada i va enviar condol a la seva família.